# 龍泰寺
平安山 龍泰寺（へいあんざん りゅうたいじ）は、佐賀県佐賀市赤松町にある曹洞宗の仏教寺院。戦国大名龍造寺氏、その末裔の佐賀藩家老村田氏、大隈重信侯爵家の菩提寺として知られる。

## 歴史
永禄8年（1565年）、肥前国の戦国大名龍造寺隆信が、龍造寺氏の安泰を祈願し、大圭和尚を招聘して創建した寺である。佐賀県内においては、曹洞十二ヶ寺の一つに数えられる名刹である。
龍造寺氏の菩提寺としての格式を誇るが、龍造寺隆信らの墓所は、明治初期に佐賀藩主鍋島氏の菩提寺である高伝寺に改葬されている。

## 史蹟
- 龍造寺氏後裔の村田氏（佐賀藩御親類）墓所
- 大隈重信墓所

## 交通
- JR長崎本線佐賀駅バスセンターよりバスで12分、「与賀町」バス停で下車。